# Millersburg (Míchigan)
Millersburg es una villa ubicada en el condado de Presque Isle en el estado estadounidense de Míchigan. En el Censo de 2010 tenía una población de 206 habitantes y una densidad poblacional de 80,02 personas por km².

## Geografía
Millersburg se encuentra ubicada en las coordenadas 45°20′3″N 84°3′39″O / 45.33417, -84.06083. Según la Oficina del Censo de los Estados Unidos, Millersburg tiene una superficie total de 2.57 km², de la cual 2.57 km² corresponden a tierra firme y (0.2%) 0.01 km² es agua.

## Demografía
Según el censo de 2010, había 206 personas residiendo en Millersburg. La densidad de población era de 80,02 hab./km². De los 206 habitantes, Millersburg estaba compuesto por el 97.09% blancos, el 0% eran afroamericanos, el 0.97% eran amerindios, el 0% eran asiáticos, el 0% eran isleños del Pacífico, el 0% eran de otras razas y el 1.94% pertenecían a dos o más razas. Del total de la población el 2.43% eran hispanos o latinos de cualquier raza.